# 醬園生
《醬園生》，2011年台灣電視劇，為客家電視台八點檔偶像劇，由莊凱勛、莫子儀、張靜之、徐麗雯主演。本劇於2011年4月25日首播。

## 播出時間
以下時間以當地時間（台灣時間）為準

### 首播
| 片名   | 頻道       | 所在地 | 播放日期及時間                    |
| ------ | ---------- | ------ | --------------------------------- |
| 醬園生 | 客家電視台 | 台灣   | 2011年4月25日起週一至週四晚間八點 |

## 概要
以時醞釀的極緻美感-醬園生。
醬油，是每戶人家必備的民生必需品，缺了它，料理就顯得索然無味。儘管醬油在中華文化已有悠久歷史，但如今台灣醬油的口味和製造技術，卻是在日治時代後逐步發展而來。從原料選擇、拌炒、發酵到釀造完成，至少必須經過四到六個月的時間，每一個步驟都不能輕忽。
本劇故事橫跨日治時代末期到民國五0年代，劇情融入日治時代結束後，中華民國政府接收台灣，造成「四萬塊舊台幣換一塊新台幣」的金融混亂，以及發生在1951年的新港大地震，以劇情融入史實，帶領觀眾看見在困苦年代下，客家人不屈不撓的堅忍毅力。
劇中描述兩個分別來自南北，不同背景的年輕人，在太平洋戰爭前後的台北商店街，追尋釀造極限美味的醬油，也發酵了精彩的人生。主角們以專注、執著的信念，全心投入釀造產業，創造出心目中好滋味的醬油，並且將成果分享給每一戶人家。

## 演員陣容

### 主要演員
| 演員           | 角色   | 介紹 | 登場集數    |
| 莊凱勛（成年） | 吳承華 | 雄中畢業，放棄醫學系，離開屏東竹田，被萬俊斌騙到台北學做醬油生意，被萬俊斌喚作鄉巴佬。 租下萬記醬園場地，創業成立承華醬園。                                                                                                 | 全劇        |
| 吳政迪（少年） | 吳承華 | 與旋花是青梅竹馬，後得知她是童養媳，被迫分開。 | 8、10-12    |
| 莫子儀         | 萬俊斌 | 萬記醬園繼承人，吊兒郎當，但對醬油相當在行。被吳承華喚作都市俗。 父親與黃遠是好友，後來父母回大陸，因戰爭一去不復返。 原把萬記醬園賣了，許諾要帶鍾秀子到法國，但在日本戰敗後反悔。 與吳承華研製出醬園生。與旋花母子在一起。 | 1-11、13-22 |
| 張靜之         | 鍾尚子 | 鍾本榮和鍾陳雪梅的長女，秀子的姊姊。被逼與張良則相親、訂婚，後退婚。 後與吳承華結婚。 | 全劇        |
| 徐麗雯（成年） | 旋花   | 擇賢堂童養媳，後帶著兒子偷偷離開擇賢堂。 仍喜歡吳承華，得知他與鍾尚子的戀情而失落。 最後與萬俊斌在一起。 | 8-22        |
| 李穎珍（少年） | 旋花   | 與吳承華是青梅竹馬，後來自己童養媳的身份被得知，而被迫分開。 | 8、10-12    |

### 其他演員
| 演員   | 角色         | 介紹 | 登場集數            |
| 丁也恬 | 文婆婆       | 永盛堂業主。聽說兒子文永盛戰死了而心臟病爆發而過世。 | 1-2、4、6-9         |
| 巫宗翰 | 劉添福       | 梅田醬油會社伙計，愛慕林桂月。 後繼承永盛堂，經王老闆撮合，娶了王燕。 | 1-15、17-22         |
| 李沁凝 | 林桂月       | 御手洗先生包養，被欺騙感情。後與關中校在一起，卻被家暴，阿福趕緊示愛，她自認配不上，而跟著關中校調到金門去。                                                              | 1-7、10-13          |
| 朱蕾安 | 鍾秀子       | 鍾本榮和鍾陳雪梅的次女，尚子的妹妹。喜歡萬俊斌，後知道他未把自己放在心上，而放下他，到日本念設計追尋夢想。                                                                | 1-11、16-22         |
| 方大緯 | 張良則       | 台南人，本榮商行優秀業務員，黃遠的愛徒，看上本榮商行的財力，與鍾尚子相親，想要入贅鍾家，後被退婚。 開設良純醬園，與承華醬園搶生意失敗。因承華出手相救後與吳承華化敵為友。 | 1-8、11-18、20      |
| 溫吉興 | 王老闆       | 玻琍璐咖啡業主，後改為玻琍璐西餐廳。 文永盛的在南洋當兵的朋友，答應照顧文婆婆。                                                                                           | 1-9、12、15-22      |
| 陳文山 | 鍾本榮       | 尚子和秀子的父親，鍾陳雪梅的丈夫。本榮商行業主，很寵愛兩個女兒。 | 1-11、13-17、20、22 |
| 洪綺陽 | 鍾陳雪梅     | 尚子和秀子的母親，鍾本榮的妻子。 | 1-11、13-17、20-22  |
| 何曼寧 | 吳承華母親   | 為了挽救兒子，把屏東家裡的柑橘園賣了。 | 2、8、13-21         |
| 楊烈   | 黃遠／伊藤遠 | 梅田醬油會社營業部長。入贅伊藤家的漢人，伊藤夫人的丈夫。後因日本戰敗，解散臺灣梅田醬油會社營運部。                                                                        | 1-7                 |
| 陳瓊美 | 伊藤夫人     | 黃遠的妻子。後因日本戰敗，返回日本。 | 1-6                 |
| 古逸隆 | 莊品志       | 旋花的兒子，天生雙耳耳朵失聰。 | 8-11、13-22         |

### 客串演出
| 演員     | 角色       | 介紹                                                                     | 登場集數                    |
| 瀨上剛   | 增村先生   |                                                                          | 1-2、8                      |
| 北村豐晴 | 御手洗先生 |                                                                          | 1-2、5-6                    |
| 謝卉君   | 吳孝娣     | 阿義的妻子，吳承華的姊姊。                                               | 2、8、13-16、18、20-21      |
| 鍾其翰   | 張阿義     | 吳孝娣的丈夫，吳承華的姊夫。屏東農專畢業。                               | 8、13-16、21                |
| 陳俊言   | 邱毅容     |                                                                          | 2、11                       |
| 黃連勝   | 葉桑       | 梅田醬油會社員工。                                                       | 2-3                         |
| 盧俊宇   | 小馬       |                                                                          | 1、5、7-8、13-14、16、20-21 |
| 盧俊岑   | 大馬       |                                                                          | 5、7-8、12-14、16、20-21    |
| 古斌     | 古斌       | 玻琍璐咖啡員工。                                                         | 2、11、17、19、22           |
| 黃佳婈   | 王燕       | 玻琍璐西餐廳歌手，老家在南京。到永盛堂工作，後經王老闆撮合，嫁給劉添福。 | 11-12、14、20-22            |
| 邱德洋   | 李仲欽     |                                                                          | 11-14                       |
| 熊移山   | 關勇輝中校 | 管理糧食局。推動講國語運動。 對林桂月施暴，後被調到金門。                | 10-11                       |
| 耿慧珠   | 碧珠姨     |                                                                          | 7                           |
| 張善為   | 吳霖芳     | 玻琍路西餐廳駐唱歌手。                                                   | 10、12-13、18               |
|          | 莊炳耀     | 莊品志的父親，旋花丈夫。因跟小老婆生的兒子夭折，而要回品志。             | 21                          |

## 電視劇歌曲
| 曲別   | 歌名             | 演唱者 | 作詞           | 作曲           | 編曲   |
| 片頭曲 | 醬園生．Tell You | 巫宗翰 | 鄭朝方、葉國居 | 鄭朝方、葉國居 | 范宗沛 |
| 片尾曲 | 原來             | 溫尹嫦 | 葉國居、鄭朝方 | 范宗沛         | 范宗沛 |

## 重要場景
- 台南市白河區
- 屏東縣竹田鄉
- 台北市萬華區剝皮寮老街

## 外部連結
- 醬園生的Facebook專頁
- 互联网电影数据库（IMDb）上《醬園生》的资料（英文）
- 豆瓣电影上《醬園生》的資料 （简体中文）

## 作品的變遷
| 客家電視台 週一至週四20:00 - 20:50 | 客家電視台 週一至週四20:00 - 20:50 | 客家電視台 週一至週四20:00 - 20:50 |
| ---------------------------------- | ---------------------------------- | ---------------------------------- |
|                                    | 醬園生 （2011.04.25 - 2011.05.31） |                                    |
| 我要上學去                         | 十里桂花香                         |                                    |

| 公視HD台 週一至週五19:00 - 20:00 | 公視HD台 週一至週五19:00 - 20:00   | 公視HD台 週一至週五19:00 - 20:00 |
| -------------------------------- | ---------------------------------- | -------------------------------- |
|                                  | 醬園生 （2012.03.22 - 2012.04.20） |                                  |
| 飛行少年                         | —                                  |                                  |